# Scotomanes ornatus
Scotomanes ornatus es una especie de murciélago de la familia Vespertilionidae. Es la única especie del género Scotomanes.

## Distribución geográfica
Se encuentra en el sur de China, noreste de India, Birmania, Tailandia y Vietnam.

## Subespecies
Se conocen las siguientes subespecies:
- Scotomanes ornatus imbrensis Thomas, 1921
- Scotomanes ornatus ornatus (Blyth, 1851)
- Scotomanes ornatus sinensis Thomas, 1921